# Naktong Vallis
La Naktong Vallis è una struttura geologica della superficie di Marte.